# Nicky Gargano
Nicolo Gargano, detto Nicky (Londra, 1º novembre 1934 – West Clandon, 28 marzo 2016), è stato un pugile britannico.

## Palmarès
- Giochi del Commonwealth

Vancouver 1954: oro nei pesi welter.
- Campionati europei

Berlino Ovest 1955: oro nei pesi welter.
- Giochi olimpici

Melbourne 1956: bronzo nei pesi welter.